# Ricardo Costa
Ricardo Miguel Moreira da Costa (portugisiskt uttal: [ʁiˈkaɾdu ˈkɔʃtɐ]), född 16 maj 1981 i Vila Nova de Gaia, Porto, är en tidigare portugisisk fotbollsspelare som har spelat fyra säsonger för Valencia CF i La Liga. Inför säsongen 2014/2015 skrev han ett tvåårskontrakt med Qatarklubben Al-Sailiya Sport Club. Sommaren 2017 skrev han på för portugisiska Tondela och två år senare för Boavista. Han avslutade karriären i augusti 2020.
Han debuterade för Valencia CF den 28 augusti 2008 i en 1–3 vinst över Malaga CF.